# Traité de l'OMPI sur les interprétations et exécutions et les phonogrammes
Le Traité de l'OMPI sur les interprétations et exécutions et les phonogrammes (ou WPPT ) est un traité international adopté à Genève le 20 décembre 1996. Il est entré en vigueur le 20 mai 2002. Le traité vise à assurer la protection des droits de propriété intellectuelle de deux types de bénéficiaires, notamment dans l'environnement numérique : les artistes interprètes ou exécutants (acteurs, chanteurs, musiciens, etc.) ; et les producteurs de phonogrammes (personnes physiques ou morales qui prennent l’initiative de la fixation des sons et en assument la responsabilité).
En août 2023, le traité comptait 112 parties contractantes. Le Traité est ouvert aux États membres de l'Organisation mondiale de la propriété intellectuelle (OMPI) et à la Communauté européenne. Le traité est administré par l'OMPI.

## Contenu
Le WPPT a été adopté dans le but de développer et de maintenir la protection des droits des artistes interprètes ou exécutants et des producteurs de phonogrammes d'une manière aussi efficace et uniforme que possible. Ce traité ne devait pas les obligations existantes que les parties contractantes avaient entre elles en vertu de la Convention internationale sur la protection des artistes interprètes ou exécutants, des producteurs de phonogrammes et des organismes de radiodiffusion, signée à Rome le 26 octobre 1961 (Convention de Rome). Les articles 18 et 19 du WPPT prévoient des obligations similaires pour les artistes interprètes ou exécutants et les producteurs de phonogrammes envers les États contractants, comme le prévoient les articles 11 et 12 du Traité de l'OMPI sur le droit d'auteur (WCT).
Le Traité concerne les droits de deux types de bénéficiaires, notamment dans l'environnement numérique : les artistes interprètes ou exécutants ( acteurs, chanteurs, musiciens, etc.) ; et les producteurs de phonogrammes (personnes physiques ou morales qui prennent l'initiative et ont la responsabilité de la fixation des sons ).
- En ce qui concerne les artistes interprètes ou exécutants, le Traité leur accorde des droits patrimoniaux sur leurs interprétations et exécutions fixées sur des phonogrammes (et non sur des fixations audiovisuelles, telles que des films cinématographiques) : le droit de reproduction ; le droit de distribution; le droit de location ; et le droit de mise à disposition.
- En ce qui concerne les représentations (en direct) non fixées, le Traité accorde aux artistes interprètes ou exécutants : le droit de retransmission (sauf en cas de rediffusion) ; le droit de communication au public (sauf lorsque la représentation est une représentation radiodiffusée) ; et le droit de fixation.
- Le Traité accorde également aux artistes interprètes ou exécutants des droits moraux (le droit à être identifié comme étant l'artiste interprète et le droit de s'opposer à toute déformation, mutilation ou autre modification qui serait préjudiciable à la réputation de l'artiste interprète).
- En ce qui concerne les producteurs de phonogrammes, le Traité leur accorde des droits patrimoniaux sur leurs phonogrammes : le droit de reproduction ; le droit de distribution; le droit de location ; et le droit de mise à disposition.

En ce qui concerne les limitations et exceptions, l'article 16 du WPPT intègre ce que l'on appelle le « test en trois étapes » pour déterminer les limitations et exceptions, comme le prévoit l'article 9(2) de la Convention de Berne, étendant son application à tous les droits. La déclaration commune qui l'accompagne prévoit que ces limitations et exceptions, telles qu'établies dans le droit national conformément à la Convention de Berne, peuvent être étendues à l'environnement numérique.
La durée de protection doit être d'au moins 50 ans.
Le Traité oblige également les Parties contractantes à prévoir des recours juridiques contre le contournement de mesures technologiques (par exemple, le cryptage) et contre la suppression ou la modification d'informations (telles que l'identification de l'artiste interprète ou exécutant). Il oblige également les parties contractantes à adopter des mesures juridiques pour garantir l'application du traité.
Le Digital Millennium Copyright Act est la mise en œuvre du traité par les États-Unis.

## Voir également
- Convention des Phonogrammes de Genève
- Traité de l'OMPI sur le droit d'auteur (WCT)